# Osservatorio dell'Università di Colombo
L'Osservatorio dell'Università di Colombo è un osservatorio astronomico dello Sri Lanka. Si trova all’interno dell'Università di Colombo, vicino all'ingresso del campus sulla Reid Avenue. 
La sua cupola di osservazione fu costruita negli anni venti. Si tratta di una cupola emisferica rotante, che si muove su rulli e ospita al suo interno un telescopio riflettore newtoniano da 12½ pollici (32 cm), montato in modo permanente su una montatura polare. Il telescopio apparteneva ad un astronomo amatoriale di origine britannica ma nato a Ceylon, il maggiore Percy B. Molesworth. Alcuni anni dopo la morte del maggiore, avvenuta nel 1908, il telescopio fu donato al Ceylon University College, precursore dell'Università di Colombo.
Durante gli anni quaranta, in occasione della seconda guerra mondiale, l'osservatorio sospese le attività perché fu requisito dalla RAF, che vi installò un cannone antiaereo. Dopo la fine della guerra, l'osservatorio fu restituito all'Università ma rimase in disuso durante tutti gli anni cinquanta, a causa dei danni riportati sia dalla cupola che dal telescopio. L'osservatorio fu rimesso in uso all'inizio degli anni sessanta grazie all'impegno della Mathematical and Astronomical Society. Il telescopio fu pienamente operativo fino alla fine degli anni ottanta, quando diversi suoi componenti furono rubati durante l'insurrezione del 1987-89. Da allora sono stati fatti tentativi per il suo restauro.
Attualmente il telescopio rimane visibile come pezzo da museo all'interno della cupola, che appartiene al Dipartimento di Fisica della Facoltà di Scienze. Grazie ad una sovvenzione giapponese è stato acquistato un telescopio riflettore portatile con un diametro di 28 cm, che viene utilizzato all'interno della cupola con finalità didattiche dall'Astronomical Society (succeduta alla Mathematical and Astronomical Society).